# ニューロ (企業)
ニューロ（英: Nuro, Inc.）は、アメリカ合衆国カリフォルニア州マウンテンビューに本社を置くロボット会社。現在はウェイモとして知られるGoogleの自動運転自動車プロジェクトに深く携わった2人の技術者により設立された。1人は自動運転自動車プロジェクト創立技術者のJiajun Zhuで、もう1人は2007年DARPAアーバンチャレンジでカーネギーメロン大学の優勝に貢献した後、2011年からGoogleの自動運転車プロジェクトでソフトウェア開発リーダーを務めていたDave Ferguson。

## 概要
Nuroは低価格でオンデマンド配達の実現を目指し、自動運転技術を用いた無人配送車R1を開発している。2019年2月配達サービスの名称として「FIDO」を商標登録申請するとともに、無人配送車へ小型ロボットを搭載するための特許を申請している。

## 無人配送車「R1」
2018年1月最初の無人配送用自動運転車「R1」を発表。これは集配所から配達先までの近距離ラストワンマイルの運用を想定した小型電気自動車である。LiDARなどのカメラやセンサーを搭載し、信号機や通行人を検知して最高速度40km/hの自動運転走行を実現しているが、前述の通りラストワンマイルを想定してハイウェイ走行を想定しないため遠くまで見通せるセンサーなどの高価なパーツを用いないことでコストダウンをはかっている。車高は1.8m程度だが車幅を一般的なセダンの約半分として超軽量の素材を用いることで車重は680kgに抑えられている。この車重の多くはバッテリーが締めているという。車内は人間が乗ることを想定していないため運転席やエアバックやシートベルトなどの装備はオミットされ車内には積荷スペースが最大限に確保されている。この積荷スペースは前後2つに分割されており食料品や日用品、花屋のブーケや鉢植え、洗濯物など目的によってカスタマイズができ、食料品用バッグなら前後それぞれ6個の合計12個収納できる。
2019年6月よりヒューストンの公道で行われているドミノ・ピザの配達実験には第2世代自動運転テスト車「R2」が用いられている。

## 配送実験
2018年6月米国35州に約2,800の店舗を持つスーパーマーケットチェーンのクローガーと提携し配送実験を行っている。2018年8月よりアリゾナ州スコッツデールのFry's Food Stores1店舗でトヨタ自動車製プリウスを改造し緊急用ドライバーを搭載した自動運転車による食品配送の実験を開始。配達料金は1回5.95ドル（約660円）で、最小注文数の制限はないが配達は注文日当日か翌日に配送される。購入者は、Krogerの受注システム「ClickList」とNuroのアプリを通じて注文を行う。2018年12月からはプリウス改造車に換わり2台の無人配送車「R1」が実験投入された。この実験では「R1」の後方に人が運転する車を走らせて後ろから追跡・監視している。2019年4月からテキサス州ヒューストンの2店舗でも配送実験を開始。2019年12月ウォルマートと共同で「R2」を用いた配送サービスを発表した。当初は数ヶ月以内を目処にヒューストン地区限定で開始する予定だが2020年後半以降に対象エリアを全米に拡大する計画もある。2020年2月米運輸省 (DOT) と全米高速道路交通安全局 (NHTSA) から無人配送車「R2」の安全規定適用除外を認定された。これによりサイドミラーやフロントガラスなどの従来の自動車に必要とされた装備なしで公道配達サービスを行うことが可能になった。

## 沿革
- 2016年9月 - Dave FergusonとJiajun Zhuにより設立[19]
- 2018年1月30日 - シリーズAラウンドでGaorong CapitalとGreylock Partners主導により9,200万ドル調達[20]
- 2018年6月28日 - スーパーマーケットチェーンクローガーと提携
- 2018年8月16日 - アリゾナ州スコッツデールでプリウス改造車を用いた食料品配達実験を開始
- 2018年10月2日 - 自動運転トラックスタートアップのIkeに対して少数株主となりソフトウェアのライセンス供与開始[21][22]
- 2018年12月18日 - スコッツデールの配送実験に「R1」を投入[23]。
- 2019年2月11日 - シリーズBラウンドでSoftBank Investment Advisers主導により9億4,000万ドル調達[24]
- 2019年4月19日 - テキサス州ヒューストンで「R1」を用いた食料品配達実験を開始[25]
- 2019年6月17日 - ヒューストンで第2世代自動運転テスト車「R2」を用いたドミノ・ピザの配達実験を開始[26]
- 2019年12月10日 - ヒューストンで「R2」を用いたウォルマートの配達サービスを発表[27]
- 2020年2月6日 - DOTとNHTSAより「R2」の安全規定適用除外を認定
- 2022年9月8日 - Uber Eatsとニューロは、10年間のパートナーシップを発表。カリフォルニア州とテキサス州でロボットによる食品配達を開始する[28]。